# Yasser Baldé
Pour les articles homonymes, voir Baldé.
Yasser Baldé né le 12 janvier 1993 à Brignoles, est un footballeur international guinéen qui joue au poste de défenseur central à QRM.

## Biographie

### En club
Yasser Baldé est né le 12 janvier 1993 à Brignoles (France), d'un père guinéen et d'une mère marocaine.
Baldé débute dans le club de Fréjus Saint-Raphaël avant de rejoindre le centre de formation de l'AJ Auxerre, où il sera formé. Il commence sa carrière sénior avec l'équipe réserve de l'AJA, en 2012, avant de revenir Fréjus Saint-Raphaël en 2015.
Il effectue un passage à Marseille Endoume en 2018.
En 2019, il rejoint Sedan avant de signer un contrat avec Cholet, le 28 juin 2010 .
Le 20 mai 2021, il signe au Stade lavallois. Cette même saison il remporte le championnat de National 1 et accède à la Ligue 2.
Le 19 septembre 2024, Baldé rejoint le Raja Club Athletic en paraphant un contrat d'une saison avec option d'une saison supplémentaire.
Le 9 juillet 2025, Yasser rejoint QRM pour un contrat d'un an.

### Équipe nationale
Né en France, et possédant des origines guinéennes et marocaines, il fait le choix de jouer pour la sélection guinéenne.
En mars 2024, il est sélectionné pour la première fois par l'équipe de Guinée pour participer à la FIFA Series.

## Vie personnelle
Yasser Baldé est le frère de l'ex-défenseur international guinéen, Bobo Baldé.